# PTK Pabianice
PTK Pabianice (dawniej: Włókniarz Pabianice) – polski klub koszykarski z siedzibą w Pabianicach.

## Informacje ogólne
- Pełna nazwa: Pabianickie Towarzystwo Koszykówki
- Data założenia: 1966
- Adres: ul. Grota Roweckiego 3; 95-200 Pabianice
- Barwy: niebiesko-biało-zielone
- Prezes: Zbigniew Grzanka

## Hala sportowa
Pabianiczanki swoje mecze rozgrywają w hali przy ul. św. Jana 30/36, zwanej Powiatową Halą Sportową, która została otwarta w 2012. W przeszłości grały na byłych obiektach wielosekcyjnego klubu sportowego Włókniarza Pabianice przy ul. Grota Roweckiego 3, gdzie nadal urzędują władze PTK.

## Historia
Początki kobiecej koszykówki w Pabianicach datowane są na 1966 rok, kiedy to Henryk Langierowicz założył MKS Pabianice. W trzy lata później zespół ten został włączony w struktury Włókniarza Pabianice. W 1973 klub, mając w składzie same wychowanki, po raz pierwszy awansował do ekstraklasy. Po roku spadł, by powrócić w 1977 na długie lata. Pierwszy medal koszykarki Włókniarza wywalczyły w 1983. Złota era pabianickiego basketu przypadła na przełom lat 80. i 90., kiedy to podopieczne Henryka Langierowicza czterokrotnie z rzędu zdobywały tytuł krajowy.
W 1994 roku sekcja koszykarek Włókniarza została rozwiązana a na jej miejsce powstało Miejskie Towarzystwo Koszykówki, które działało do 2007. Wtedy to zadłużone MTK zastąpiło PTK (Pabianickie Towarzystwo Koszykówki). Nowo utworzony klub nie dostał pozwolenia na występy w ekstraklasie i rozpoczął zmagania na jej zapleczu - w I lidze. Po roku udało się powrócić do najwyższej klasy rozgrywkowej. Przygoda z nią trwała jedynie rok. W sezonie 2008/2009 drużyna zajęła ostatnie, 13. miejsce w tabeli i została zdegradowana. Kolejny powrót nastąpił dopiero w 2012, mimo tego że wcześniej 3 razy z rzędu pabianiczankom udało się wywalczyć awans do ekstraklasy na parkiecie. Powodem absencji były problemy finansowe-organizacyjne (m.in. brak odpowiedniej hali). W sezonie 2012/2013 drużyna zajęła na koniec 10. miejsce w tabeli (ostatnie, po wycofaniu się ROW Rybnik). Mimo tego faktu mogła przystąpić do rozgrywek ekstraklasy w następnym, jednak na skutek problemów finansowych do tego nie doszło.

## Nazwy
1966 - Miejski Klub Sportowy Pabianice
1969 - Włókniarz Pabianice
1994 - Miejskie Towarzystwo Koszykówki Pabianice
2007 - Pabianickie Towarzystwo Koszykówki

## Sukcesy
- Mistrzostwo Polski: 1989, 1990, 1991, 1992
- Srebrny medal MP: 1988, 1993, 1994, 2000, 2001, 2002, 2003
- Brązowy medal MP: 1983, 1997, 1999, 2004, 2006

### Zawodniczki
W pabianickiej drużynie, w jednym składzie na co dzień występują wspólnie matka i córka - Renata oraz Natalia Piestrzyńskie. W 2013 obie przebywały na parkiecie w meczu ekstraklasy. Ponadto, w kadrze widnieje nazwisko Aleksandry Głaszcz, która jest córką byłej zawodniczki, a obecnie II trenerki klubu, Marzeny Głaszcz.

### Kadra z sezonu 2013/2014
| Nr  | Imię i nazwisko      | Data urodzenia | Wzrost | Pozycja             | Narodowość    |
| --- | -------------------- | -------------- | ------ | ------------------- | ------------- |
| 4.  | Joanna Bogacka       | 1984           | 180 cm | skrzydłowa          | Polska        |
| 5.  | Marta Błaszczyk      | 1984           | 183 cm | skrzydłowa/środkowa | Polska        |
| 6.  | Sylwia Włodarek      | 1993           | 174 cm | obrońca             | Polska        |
| 7.  | Anna Krajewska       | 1983           | 173 cm | obrońca             | Polska        |
| 8.  | Joanna Szałecka      | 1992           | 173 cm | obrońca/skrzydłowa  | Polska        |
| 10. | Aleksandra Dziwińska | 1991           | 172 cm | obrońca             | Polska        |
| 11. | Renata Piestrzyńska  | 1974           | 182 cm | skrzydłowa          | Polska        |
| 13. | Angelika Kowalska    | 1992           | 180 cm | obrońca             | Polska        |
| 15. | Dorota Sobczyk       | 1977           | 188 cm | środkowa            | Polska        |
| 16. | Justyna Okulska      | 1987           | 182 cm | skrzydłowa          | Polska        |
| 17. | Natalia Piestrzyńska | 1996           | 173 cm | obrońca/skrzydłowa  | Polska        |
| 18. | Karolina Ignatowska  | 1995           | 175 cm | skrzydłowa          | Polska        |
| 34. | Leona Jankowska      | 1977           | 190 cm | środkowa            | Polska/Czechy |
| 45. | Aleksandra Głaszcz   | 1996           | 172 cm | obrońca/skrzydłowa  | Polska        |

- Trenerka: Sylwia Wlaźlak
- II trenerka: Marzena Głaszcz